# CoCoLo♡RiPPLe
CoCoLo♡RiPPLeは、「アイドルの力で地球を救う」をコンセプトに、アイドルが持つ情報発信力を活かして、より多くの方々にSDGsを波及(ripple)させ、持続可能な社会を目指すアイドルグループである。
メンバーは「多くの人にSDGsを知ってもらいたい」「地球温暖化の解決策を見つけたい」「LGBTQの認識を広めたい」「貧困の原因を知りたい」などのSDGsに対する熱い想いを持つ、個性的で、発信力のある7人によって構成され、『明るく、楽しく、可愛くSDGsを伝える！』活動を行っている。
2023年4月現在、メンバーは5名となっている。

## 略史
2021年
- 7月1日　SDGsアイドルオーディション　エントリー開始
- 8月～　一次審査、二次審査、三次審査…
- 11月3日　CoCoLo♡RiPPLe結成
- 12月1日　YouTubeチャンネル「ココ♡リプBeep」開設

2022年
- 1月7日 デビュー曲『HOME PARTY』リリース MV公開
- 2月14日 2nd Single『プラスチックの恋。』リリース MV公開
- 2月17日 SHOWROOM「CoCoLo♡RiPPLe(ココリプ)」配信開始
- 2月20日 単独デビューライブ開催
- 3月31日 3rd Single『Break Through』リリース MV公開
- 4月30日 4th Single『ココロリップル』リリース MV公開
- 5月31日 5th Single『playlist』リリース MV公開
- 6月23日 6th Single『愛はきっと負けない』リリース MV公開
- 6月26日 ココリプ主催対バン「RiPPLe FESTIVAL」始動！
- 7月29日 7th Single『バラバラ・アンバランス』リリース MV公開
- 8月30日 8th Single『風が強く吹いている』リリース MV公開
- 9月30日 9th Single『未来に彩りを』リリース
- 10月31日 10th Single『誰だってスーパースター』リリース
- 11月6日 1周年単独ライブを開催。
- 11月6日 気候変動対策をテーマとしたコンセプトクレジットカード「SAISON CARD Digital for becoz」の公式サポーターに就任。
- 12月18日　iSDGs @飯田橋RAMRA 開催
- 12月24日　CoCoLo♡RiPPLe X'mas special live @六本木BIGHOUSE

2023年
- 2月23日　「プロギング」に参加＆創始者と対談。「概要はyoutubeチャンネルにて」
- 3月19日　星宮天音 卒業
- 4月9日　ACTION FOR THE FUTURE 〜アイドルの力で地球を救う！〜　2023 SPRING　開催
- 12月24日 七森ひなと清水ゆなが卒業[1]

2025年
- 3月31日をもって解散となる。以下公式から抜粋
- CoCoLo♡RiPPLeは2025年3月31日をもって解散いたしました。これまで応援してくださったファンの皆様、関係者の皆様には、心から感謝いたします。私たちの活動が少しでも皆様の心に残り、SDGsの理解が広かっていくことを願っております。

## 特色

### 活動方針・目標・活動目的
CoCoLo♡RiPPLeは「アイドルの力で地球を救う。」をコンセプトに、活動を行っている。アイドルが持つ情報発信力を活かして、より多くの方々に「SDGs」を波及(ripple)させて、持続可能な社会を目指すアイドルグループである。

### 結成に至るまでの経緯
CoCoLo♡RiPPLeは映像制作会社である株式会社千代田ラフトによって手掛けられた、アイドルグループである。「世の中に驚きと感動のプレゼントを！」を企業理念として掲げ、美しい地球を次世代に残すためSDGsを伝える活動として、SDGsアイドル＝CoCoLo♡RiPPLeを結成した。

### グループ名の由来
「アイドルの力で地球を救う」という想いからスタートしているグループであり、心(CoCoLo)をRiPPLe「波及」していきたいという願いが込められている。

### 衣装デザイン
色鮮やかなメンバーの衣装を手掛けたのは、テキスタイルデザイナーの梶原加奈子 さん。世界の中で環境汚染産業として第二位と言われているファッション産業に関わるものとして、今SDGsの行動が求められていると話す。メンバーの衣装は、“廃材に新しい息吹を。”という梶原さんの想いから、残布や廃棄在庫や古着などを活用し、アップサイクルしていくエネルギーを表現している。実際に制作された衣装は、幾何学柄のインテリアテキスタイルに昇華転写プリントで草花の絵を合わせたものが反映されている。白い布を鮮やかに彩るのは、環境取り組み指針であるSDGs17項目のカラーを参考にしたカラフルな色彩である。また、メンバー7人それぞれデザインは異なり、一人一人の個性が生かされたものとなっている。

### 楽曲
- 『HOME PARTY』

CoCoLo♡RiPPLeのデビュー曲となる『HOME PARTY』はSDGsの認知拡大のために制作された。歌詞にはフェアトレードやダイバーシティ、グリーンウォッシュ、レインボーフラッグなど、SDGsで用いられるワードが散りばめられている。
- 『プラスチックの恋。』

持続可能な開発目標のうちの14番目の目標「海の豊かさを守ろう」がテーマ。プラスチックをモチーフにしたラブソング。
- 『Break Through』

いじめを見て見ぬふりしてしまった自分自身を変える、そんな思いが込められている。持続可能な開発目標のうち、「人や国の不平等をなくそう」、「平和と公平をすべての人に」、「パートナーシップで目標を達成しよう」に関連している。
- 『ココロリップル』

7人のメンバーの原点を歌った楽曲。「アイドルの力で地球を救う」を目標に集まった個性の異なる7人。力を合わせれば世界は変えられるという信念を歌う歌であり、新たなことに挑戦する人を応援する歌でもある。持続可能な開発目標のうち、「パートナーシップで目標を達成しよう」に関連している。
- 『playlist』

自分でも想像していなかった同性への恋愛感情に、葛藤しながらも前向きに進もうとする気持ちを歌った楽曲。SDGsの開発目標の「5 ジェンダー平等を実現しよう」に関連している。
- 『愛はきっと負けない』

希望の歌として、争いが絶えないこの世界に、戸惑い、傷つき、深い悲しみを感じながらも、世界は愛の力で変えられるとひたむきに信じ続ける強い気持ちを歌っている。SDGsの開発目標「16 平和と公正をすべての人に」に関連している。
- 『バラバラ・アンバランス』

世の中の不平等さを見逃さずに解決するための一歩を踏み出して欲しいという気持ちを歌った楽曲。SDGsの開発目標「10 人や国の不平等をなくそう」に関連している。
- 『風が強く吹いている』

持続可能な開発目標の1番「貧困をなくそう」と2番の「飢餓をゼロに」をテーマとした楽曲。 何不自由ない毎日を送る“僕”と、貧しさと飢えが当たり前の世界に生きる“君”。2つの世界はかけ離れているように見えるけれど、同じ空で繋がり、同じ風が吹いているのなら、差し伸べる手はきっと届く。 世の中の歪みから目を逸らさず、できることを模索し、声を上げ続ける。想像し、行動を起こすことの大切さを伝える歌。
- 『未来に彩りを』

持続可能な開発目標の13「気候変動に具体的な対策を」、14「海の豊かさを守ろう」、15「陸の豊かさも守ろう」をテーマに、この世界を彩る様々な色彩を歌った歌。木々や草花の瑞々しい緑、深く透き通るような海の青、躍動する生命の燃えるような赤。その輝きを未来に繋ぎ、いつまでも見続け、生命の色彩に満ち溢れる自然の儚さと日常のかけがえのなさに気づき、たとえ小さな力だとしても、皆で力を合わせて守ろうと行動を起こすことの大切さを伝えている。
- 『誰だってスーパースター』

「あなたらしくいること」の大切さを歌った楽曲。日々のネガティブな感情も決して悪いことではなく、どうにかしようと何度も悩むことで、あなたらしさ＝個性へと繋がり、いつか輝く時が来る。タイトルの「誰だってスーパースター」にもあるように、「あなたになれるのは、他の誰でもなくあなた自身だから！」みんな一人一人に輝く個性があるんだよ、という想いが込められている。SDGs 開発目標の「4 質の高い教育をみんなに 」と「10 人や国の不平等をなくそう」に関連している。

## メンバー
公式ホームページより
| 名前                        | ニックネーム | 生年月日             | 出身地 | メンバーカラー |
| --------------------------- | ------------ | -------------------- | ------ | -------------- |
| 佐倉 春来 （さくら はるく） | はるく       | 2006年6月9日（19歳） | 群馬県 | 紫             |

### 卒業メンバー
| 名前                           | ニックネーム | 生年月日               | 出身地 | メンバーカラー | 卒業               |
| ------------------------------ | ------------ | ---------------------- | ------ | -------------- | ------------------ |
| 七森ひな （ななもり ひな）     | ひな         | 2002年2月18日（23歳）  | 千葉県 | 白             |                    |
| 清水ゆな （しみず ゆな）       | ゆな         | 2003年5月31日（22歳）  | 東京都 | 青             |                    |
| 星宮天音 （ほしみや あまね）   | あまま       | 2002年3月16日（23歳）  | 東京都 | 黄             | 2023年3月まで在籍  |
| 葉山ゆず （はやま ゆず）       | ぽんちゃん   | 2000年10月11日（24歳） | 茨城県 | ピンク         | 2023年5月まで在籍  |
| 筒井陽美 （つつい みなみ）     | ぶーちゃん   | 2001年4月10日（24歳）  | 広島県 | 赤             | 2023年5月まで在籍  |
| 竹山かおる （たけやま かおる） | かおるん     | 2004年3月22日（21歳）  | 北海道 | 緑             | 2022年10月まで在籍 |

## メディア出演・掲載

### ラジオ出演
- 2021年11月9日

文化放送　SDGsの情報発信と目標達成を願う番組
【カラフルレンズ】
(取材記事2021年11月11日)：https://joqr.co.jp/sdgs/topics/856/
- 2022年2月22日

文化放送【カラフルレンズ】
(取材記事2022年2月22日)：https://joqr.co.jp/sdgs/topics/1094/
クロスFM 地球に優しい取り組みにフォーカスする番組【Make the Future】

### 取材記事
<2022年>
- 1月26日　　日本のサステナブルな取り組みを世界に発信するオンラインマガジン【Zenbird】
- 1月29日　　「推しのこと、お仕事、推す事」を応援するwebメディア【推しごと】
- 2月11日　　アイドル情報サイト【IDOL REPORT.com】
- 2月21日　　SDGsの日本と世界の事例を配信するメディア【SDGs Fan】
- 3月2日　　【推しごと】
- 4月22日　　SDGsに関するインタビュー【SDGs CONNECT】
- 5月13日　「推しのこと、お仕事、推す事」を応援するwebメディア　佐倉春来インタビュー記事掲載【推しごと】
- 5月14日　「推しのこと、お仕事、推す事」を応援するwebメディア　七森ひなインタビュー記事掲載【推しごと】
- 5月15日　「推しのこと、お仕事、推す事」を応援するwebメディア　星宮天音インタビュー記事掲載【推しごと】
- 5月16日　「推しのこと、お仕事、推す事」を応援するwebメディア　筒井陽美インタビュー記事掲載【推しごと】
- 5月17日　「推しのこと、お仕事、推す事」を応援するwebメディア　葉山ゆずインタビュー記事掲載【推しごと】
- 5月18日　「推しのこと、お仕事、推す事」を応援するwebメディア　清水ゆなインタビュー記事掲載【推しごと】
- 5月19日　「推しのこと、お仕事、推す事」を応援するwebメディア　竹山かおるインタビュー記事掲載【推しごと】
- 7月　小学館「Steenz」に取材記事掲載
- 7月　オーガニックブランドkisoに、はるくがモデルで出演「kiso」
- 11月　食・旅・学び・転機 (ウェルネス、お金、キャリア)」など、今だからこそ知っておきたい最新のライフスタイル情報をお届けする、Hanakoの記事に載る【Hanako】

＜2023年＞
- 2月　雑誌「SDGs+」に記事掲載
- 4月3日発行　東京中日新聞に記事掲載
- 5月　サステナブルな旅の情報サイト「サスタビ」に記事掲載
- 5月　東京の魅力を国内外にPRする「トーキョートーキョー」に記事掲載